# Тарасово (Антроповский район)
Тарасово — упразднённая в 1997 году деревня в Антроповском районе Костромской области России. На момент упразднения входила в состав Антроповского сельсовета.

## География
Урочище находится в центральной части Костромской области, в подзоне южной тайги, на левом берегу реки Идол, на расстоянии приблизительно 15 километров (по прямой) к северо-востоку от посёлка Антропово, административного центра района. Абсолютная высота — 164 метра над уровнем моря.

### Климат
Климат характеризуется как умеренно континентальный, с продолжительной холодной многоснежной зимой и коротким сравнительно тёплым летом. Среднегодовая температура воздуха — 2,5 °C. Средняя температура воздуха самого холодного месяца (января) — −12,6 °C (абсолютный минимум — −38 °C); самого тёплого месяца (июля) — 18,2 °C (абсолютный максимум — 36 °С). Годовое количество атмосферных осадков — 500—550 мм, из которых большая часть выпадает в тёплый период.

## История
В «Списке населенных мест Костромской губернии по сведениям 1870-72 годов» населённый пункт упомянут как деревня Чухломского уезда, расположенная при речке Идол, в 40 верстах от уездного города. В Старове насчитывалось 10 дворов и проживал 61 человек (27 мужчин и 34 женщины).
В 1907 году в деревне, относящейся к Каликинской волости, имелось 12 дворов и проживало 70 человек.
По состоянию на 1 января 1981 года входила в состав Антроповского сельсовета. 